# Valencisse
Valencisse é uma comuna francesa na região administrativa do Centro-Vale do Loire, no departamento de Loir-et-Cher. Estende-se por uma área de 43.76 km². Em 2010 a comuna tinha 2 467 habitantes (densidade: 56,4 hab./km²).
Foi criada em 1 de janeiro de 2016, a partir da fusão das antigas comunas de Molineuf e Orchaise. Em 1 de janeiro de 2017, a antiga comuna de Chambon-sur-Cisse também foi incorporada.